# Westmöwe
Die Westmöwe (Larus occidentalis) ist eine an der Westküste Nordamerikas beheimatete Vogelart innerhalb der Möwen (Larinae). Unter den Möwen ist sie die einzige Art, die entlang des gesamten Abschnitts der Pazifikküste von Vancouver Island im Norden bis zur mexikanischen Halbinsel Niederkalifornien im Süden brütet.
Die Westmöwe gehört zu den großen Möwen und unterscheidet sich von der gemeinsam vorkommenden Beringmöwe (Larus glaucescens) durch ihren dunkleren Rücken, ihre schwarzen anstatt grauen Markierungen an den Flügelspitzen und ihre bernsteingelbe Iris mit einem orangegelben bis blassrosa Orbitalring anstelle einer braunen Iris mit einem rötlich-violetten Orbitalring. Im nördlichen Teil des Verbreitungsgebietes der Westmöwe kommt es zu einer intensiven Hybridisierung mit der Beringmöwe, was die Bestimmung erschwert.
Im Gegensatz zu anderen Möwenarten ist die Westmöwe nur äußerst selten im Inland anzutreffen. Sie brütet bevorzugt unweit der Pazifikküste auf felsigen Inseln wie Southeast Farallon Island, wo mehr als 30 % der Gesamtpopulation beheimatet ist.
Die Westmöwe ist wie die meisten Möwen ein Allesfresser, ernährt sich aber vor allem von Fischen und wirbellosen Tieren. Wenn sich die Gelegenheit ergibt, ernährt sie sich auch von Aas und menschlichen Abfällen.
Aufgrund ihres ausgedehnten Verbreitungsgebietes und der großen Gesamtpopulation wird die Art von der IUCN als nicht gefährdet eingestuft. Da die Westmöwe ihre Nahrung hauptsächlich im Meer findet, ist sie potentiell durch Wetterphänomene wie El Niño und menschliche Einflüsse wie Ölverschmutzungen, Plastikabfälle sowie Belastungen durch Pestizide bedroht.

## Merkmale

### Körperbau und Farbgebung
Die Westmöwe gehört mit einer Länge von 62 bis 66 cm und einer Flügelspannweite von 135 bis 140 cm zu den größeren Möwenarten. Bei adulten Tieren sind Kopf, Hals und Unterseite sowie der Schwanz weiß; Kopf und Hals der Nominatform können im Winter mit grauen Stricheln durchsetzt sein. Oberseite und obere Flügeldecken sind bleigrau, die Flügel sind grau und haben schwarze Handschwingen. Die Spitzen der hintersten Armschwingen sind hellgrau bis weiß. Der gelbe Schnabel trägt einen roten Fleck am Gonyseck, dem Winkel an der Schnabelunterseite. Die Füße sind fleischfarben. Adulte Exemplare der beiden Unterarten L. o. occidentalis und L. o. wymani lassen sich am einfachsten anhand der Farbe ihres Mantels unterscheiden. Bei der Unterart occidentalis ist dieser schieferfarben, während derjenige der Unterart wymani dunkler ausfällt.
Bei Westmöwen dauert die Entwicklung zum adulten Tier – wie bei den meisten der größeren Möwen – vier Jahre. In dieser Zeit durchlaufen die jungen Möwen verschiedene Stadien der Farbgebung, was die exakte Altersbestimmung erschwert. Die Ausprägung der Farbgebung ist individuell sehr variabel und hängt unter anderem von dem Zeitpunkt der Mauser ab. Einige grobe idealtypische Merkmale umfassen:
- Jugendkleid: Recht einheitlicher dunkelbrauner Kopf und Körper. Rücken und Flügel dunkel mit hellen Federrändern. Schwanz dunkelbraun. Schwungfedern auf der Oberseite der Flügel schwärzlich, auf den Unterseiten glänzend grau. Schwarzer Schnabel. Beine dunkelgrau und leicht rosa. Iris dunkelbraun.
- Erster Winter: Das erste Schlichtkleid ähnelt dem Jugendkleid, weist aber – in stark unterschiedlichem Umfang – graue Federn auf Kopf, Hals, Brust und bei den Schulterfedern auf. Schwarzer Schnabel mit blasser Färbung unten. Iris dunkelbraun.
- Zweiter Winter: Kopf und Unterseite mehr weiß, aber im Nacken immer noch graue Streifen. Rücken gescheckt und dunkelgrau. Unterseite weiß, Hals gestreift. Weiße Flügelspitzen. Dunkler Schwanz. Schnabel blass fleischfarben, mit schwärzlichem Streifen hinter den Nasenlöchern. Weiße Schnabelspitze. Iris blass strohfarben oder braun.
- Dritter Winter: Nacken und Kopf mit einigen braunen Federn, ansonsten weiß. Rücken dunkelgrau mit nur wenigen braunen Federn. Unterseite weiß. Schwanz größtenteils weiß mit einigen dunklen Sprengseln. Handschwingen schwarz mit weißen Spitzen. Armschwingen dunkelgrau mit breiten weißen Spitzen. Schnabel gelblich mit schwärzlichem Streifen hinter den Nasenlöchern. Iris gelb oder gelbbraun.

- Westmöwe im ersten Winter
- Westmöwe im zweiten Winter

### Flugbild und Fortbewegung
An Land bewegen sich Westmöwen üblicherweise mittels Gehen oder Laufen fort. Um höhergelegene Plätze zu erreichen, stoßen sich die Tiere mit den Beinen vom Boden ab und sorgen gleichzeitig mit einem Flügelschlag für eine Aufwärtsbewegung. Bei der Auseinandersetzung mit Widersachern laufen Westmöwen mit teilweise aufgestellten Flügeln. Hüpfen wird nicht zur Fortbewegung eingesetzt.
Im Flug bewegen sich Westmöwen sehr häufig gleitend fort. Zum Sturzflug werden die Flügel angewinkelt. Bei der Annäherung an Gruppen von Seevögeln, die auf dem Wasser schwimmend nach Nahrung suchen, fliegen Westmöwen häufig in immer kleiner werdenden Kreisen bei gleichzeitigem schnellen Schlagen der Flügel. Eindringlinge in ihr Territorium vertreiben Westmöwen im Sturzflug, wobei sie ihre Feinde mit Flügelschlägen und mit den Füßen angreifen.
Beim Schwimmen auf dem Wasser setzen Westmöwen ihre Beine zur Fortbewegung ein. Das Tauchen nach Nahrung findet entweder von der Wasseroberfläche aus oder aus geringer Höhe statt. Beim Tauchen können die Tiere allerdings nur Tiefen von höchstens ein bis zwei Metern erreichen.

### Lautäußerungen
Westmöwen verfügen über ein komplexes Repertoire von 12 bis 15 Rufen. Zwei dieser Rufe treten nur bei Jungvögeln auf und drei weitere nur in der Brutzeit.
Das Jauchzen der Westmöwe (engl. long call) ist eine lautstarke Rufreihe von mehr als sechs, in schneller Folge hintereinander erzeugten Tönen. Männliche Tiere verwenden das Jauchzen gegenüber Rivalen im Zuge der Revierbildung sowie vor der Brut. Im Vergleich zu artverwandten Möwen ist das Jauchzen der Westmöwe kürzer, tiefer und weniger klar.
Der „Katzenruf“ (engl. mew call) klingt wie das langgezogene Miauen einer Hauskatze. Er ist vor allem in Brutkolonien zu hören und wird von Westmöwen zumeist während der Partnerwerbung, der Interaktion mit ihren Jungen sowie in Konflikten mit benachbarten Brutpaaren geäußert.
Als „Stößellaut“ (engl. choking call) wird eine Reihe von gutturalen huo-huo-huo-Lauten bezeichnet, die bei aggressivem Verhalten gegenüber Artgenossen sowie bei der Auswahl des Nistplatzes auftreten.
Ihren Alarmruf (Eh-Eh, HaHaHa, oder Kek-Kek) verwenden Westmöwen, sobald sie einen Eindringling erspähen, dieser jedoch noch keine unmittelbare Bedrohung darstellt.

## Lebensraum, Verbreitung und Wanderung
Das Verbreitungsgebiet der Westmöwe erstreckt sich von Vancouver Island bis zur Südspitze der mexikanischen Halbinsel Niederkalifornien. Die jeweils äußeren Abschnitte des Verbreitungsgebietes im Norden und im Süden dienen den Tieren lediglich als Winterquartier.
Dabei kommt die Westmöwe fast ausschließlich in Küstennähe vor und ist – anders als andere Möwenarten – nur äußerst selten im Inland zu finden. Eine Ausnahme bildet die Laichzeit der Lachse im Pazifischen Nordwesten, während der die Westmöwen den Lachsen für einige Kilometer flussaufwärts folgen. Im Winter suchen die Tiere in großen Buchten wie dem Puget Sound und der San Francisco Bay Schutz vor Stürmen.
Bei der Brut bevorzugt die Westmöwe vor allem Inseln und Felsen vor der Küste, häufig in der Nähe von Kolonien des Kalifornischen Seelöwen (Zalophus californianus). Die mit mehr als 13.000 Paaren größte Brutkolonie befindet sich auf Southeast Farallon Island, einer vulkanischen Felseninsel rund 43 Kilometer westlich des Golden Gate.
Tiere der Unterart L. o. occidentalis entfernen sich nur in begrenztem Umfang von ihrer Kolonie. Untersuchungen von auf South East Farallon Island beringten Vögeln in den 1970er und -80er Jahren ergaben, dass nur wenige Individuen dauerhaft die Insel verließen. Dabei bleiben ältere Vögel fast ganzjährig in ihrem Brutgebiet, während jüngere Individuen im Sommer nördlich in nahrungsreichere Gebiete wandern, um dann im Winter wieder nach Süden zurückzukehren.
Einige wenige Westmöwen der Unterart L. o. wymani ziehen bis an der Küste des mexikanischen Bundesstaates Sonora auf der östlichen Seite des Golfs von Kalifornien. Etwa 20.000 bis 30.000 Individuen überwintern in der Nähe der kalifornischen Stadt Santa Cruz.

## Lebensweise

### Nahrungserwerb und Nahrung
Wie die meisten Möwen sind auch Westmöwen Allesfresser. Sie ernähren sich vor allem von Fischen wie der Amerikanischen Sardelle (Engraulis mordax) und wirbellosen Tieren wie Krill, Tintenfischen, Quallen, Seesternen, Muscheln und Schnecken. Darüber hinaus ernähren sie sich von Eiern und Jungtieren von anderen Westmöwen und artverwandten Vögeln. Wenn sich die Gelegenheit ergibt, ernähren sie sich auch von Aas und durchsuchen menschliche Abfälle nach brauchbaren Resten.
Untersuchungen auf Alcatraz Island haben gezeigt, dass die Nahrungswahl nicht allein von der Verfügbarkeit der unterschiedlichen Nahrungsquellen, sondern auch von anderen Faktoren abhängt. Westmöwen auf der kleinen Insel in der Bucht von San Francisco stellten ihre Nahrung von menschlichen Abfällen auf kleine Fische um, sobald im Juni die Brutsaison begann. Dies wird darauf zurückgeführt, dass der Nährwert – gemessen an enthaltenen Proteinen, Fett und Nahrungsenergie – pro Gramm Nahrung bei Fischen höher liegt als bei den auf Alcatraz Island vorhandenen Abfällen, die vor allem aus Hühnerfleisch bestanden. Eine Langzeitstudie zum Bruterfolg in Abhängigkeit von der Nahrungswahl ergab, dass bei der Brut besonders erfolgreiche Westmöwen sich und ihre Jungen zu über 60 % von Fisch ernährten.
Bei der Nahrungssuche auf offener See vereinen sich verstreute Gruppen von Westmöwen schnell zu großen Schwärmen, sobald sie Ansammlungen von Beutetieren ausmachen. Häufig folgen sie Futter suchenden Kalifornischen (Zalophus californianus) und Stellerschen Seelöwen (Eumetopias jubatus), Südlichen Seebären (Arctocephalus) sowie Delfinen. Darüber hinaus schließen sie sich Gruppen von Vögeln an, die ihre Nahrung tauchend erbeuten (insbesondere Pelikane, Kormorane, Lummen und Alkenvögel). Ebenso fungieren Westmöwen häufig als Katalysatoren, indem sie Fischschwärme als Erste erspähen und durch ihre Aktivität andere Arten anlocken.
Westmöwen erbeuten ihre Nahrung entweder dadurch, dass sie auf dem Wasser schwimmen und unterhalb der Wasseroberfläche befindliche Beutetiere mit ihrem Schnabel greifen, durch flaches Tauchen oder durch Landen und Greifen mit den Zehen. In Küstennähe erbeuten sie ihre Nahrung bei Ebbe auch laufend.

### Fortpflanzung

#### Kolonien und Revierverhalten
Westmöwen brüten üblicherweise in Kolonien, wobei der Nestabstand zwischen 1,5 und 2,0 Meter auf Bird Rock (einer winzigen Insel nahe Santa Catalina Island) bzw. zwischen 1,75 und 21,0 Meter (ø 10,9 ± 4,9 Meter) auf Santa Barbara Island liegt. Die Größe des jeweiligen Territoriums ist dabei sowohl vom Untergrund als auch von der Heterogenität des Habitats abhängig, wobei heterogenere Habitate kleinere Territorien zur Folge haben. Das Revierverhalten variiert in Abhängigkeit von der Brutphase. Aggressives Verhalten tritt am schwächsten während der Bebrütung der Eier und am stärksten während der Aufzucht der Jungen auf.

#### Paarbildung und Kopulation
Bei der zwischen Januar und Juni erfolgenden Paarbildung nähert sich das Weibchen dem Männchen in demütiger „Buckelhaltung“, wirft den Kopf in den Nacken und lässt einen Bettelruf ertönen. Die Männchen reagieren darauf entweder mit einer aufrechten Haltung oder mit der „Katzenruf“-Haltung und dem Katzenruf. Daraufhin umkreist das Weibchen das Männchen und verstärkt seine Bemühungen, wenn das Männchen mit dem Katzenruf antwortet. Die Kopulation erfolgt, sobald das Weibchen vom Männchen hochgewürgtes Futter akzeptiert.

#### Nestbau, Bebrütung und Jungenaufzucht
Der Nestbau der Westmöwen beginnt in den letzten Wochen des Monats April und endet regelmäßig im Mai, selten erst im Juni. Während dieser Zeit graben sowohl das Männchen als auch das Weibchen bis zu drei Mulden in windgeschützter Lage, die sie mit Nistmaterial füllen. Beim Anlegen der durchschnittlich 15 cm im Innendurchmesser messenden Nestmulden lassen die Tiere einen gutturalen Laut, den „Stößellaut“ (engl. choking call), ertönen. Wenn beide Geschlechter gemeinsam an einer Mulde den Stößellaut erklingen lassen, ist dies ein Zeichen dafür, dass der Nistplatz gewählt ist. Die Entscheidung steht endgültig fest, sobald das Weibchen mit der Eiablage beginnt.
In Abständen von jeweils zwei Tagen legt das Weibchen üblicherweise drei Eier in die Nistmulde. Während dieser Zeit wird das Weibchen, das sich nur selten vom Nest fortbewegt, vom Männchen mit Futter versorgt. Die Eier werden von beiden Elterntieren etwa einen Monat lang bebrütet, wobei sich die Tiere jeweils alle zwei bis vier Stunden abwechseln. Die Eier sind zwischen 85 und 105 Gramm schwer, 67–75 mm lang, 47–52 mm breit sowie von helloliver, gelbbrauner oder grünlicher Farbe mit schwarzen, dunkelbraunen oder dunkeloliven Flecken.
Von dem Moment an, an dem das Küken die Eierschale erstmals mit dem Schnabel durchbricht, dauert das Schlüpfen insgesamt zwei bis drei Tage. In dieser Zeit lässt das Küken piepende Laute erklingen, die von den Elterntieren mit dem Katzenruf beantwortet werden. Nach dem Schlüpfen werden die Küken sieben bis zehn Tage lang intensiv gehudert.
Die Jungvögel bleiben im Nest bzw. in dessen unmittelbarer Nähe, bis sie nach etwa 40 bis 50 Tagen flügge sind. Während der nächsten drei Monate kehren sie immer wieder zum Nest zurück. Oft werden herumstreunende Jungtiere von Möwen der angrenzenden Brutreviere getötet. Elternlose Küken werden hingegen manchmal von anderen Paaren angenommen.

## Sterblichkeit und Alter
Eine zwischen 1978 und 1986 auf South East Farallon Island durchgeführte Langzeitstudie zur Sterblichkeit von Westmöwen ergab, dass 50 % der Küken im Juni an Unterernährung starben, 54 % der Küken im Juli durch adulte Tiere getötet wurden und 91 % der Küken im August und September wiederum verhungerten. In Folge der Nahrungsknappheit im El-Niño-Jahr 1983 nahm die Bedeutung von Angriffen adulter Westmöwen auf Jungtiere als Mortalitätsursache zu. Im gesamten Untersuchungszeitraum starben 59 % der untersuchten einjährigen Westmöwen aufgrund mangelhafter Ernährung. Bei adulten Tieren stellten die Forscher eine je nach Jahreszeit variable Verteilung der Mortalitätsursachen Verhungern, Krankheiten und Unfälle fest. Westmöwen können bei einer typischen Lebenserwartung von 10 bis 15 Jahren ein maximales Alter von 20 bis 25 Jahren erreichen.

## Taxonomie

### Forschungsgeschichte
Erstbeschrieben wurde die Westmöwe von dem amerikanischen Ornithologen John James Audubon 1839 im fünften Band des Werkes Ornithological biography, das sich den Vögeln Nordamerikas widmet. Sein Kollege John Kirk Townsend (1809–1851) hatte ihm einen subadulten und einen adulten Vogel zugeschickt. Als Fundort dieser Typusexemplare gab Townsend Cape Disappointment an der Mündung des Columbia River im heutigen Bundesstaat Washington an. Townsend hatte in den 1830er Jahren an einer von dem amerikanischen Unternehmer Nathaniel Jarvis Wyeth (1802–1856) organisierten Expedition über die Rocky Mountains zur Küste des Pazifischen Ozeans teilgenommen und dabei nicht nur den bis dahin weitgehend unbekannten Pazifischen Nordwesten bereist, sondern – zusammen mit dem britischen Botaniker und Zoologen Thomas Nuttall – auch dessen Tier- und Pflanzenwelt erforscht. In seiner Erstbeschreibung wies Audubon darauf hin, dass die beiden am Cape Disappointment gefundenen Exemplare in ihrer Farbgebung der Silbermöwe (Larus argentatus) glichen, von dieser aber in einer Reihe von Merkmalen abwichen, woraus er schloss, dass es sich um eine neue und bisher unbeschriebene Art handelte.
Unter den 21 in Amerika brütenden Möwenarten gehört die Westmöwe zu den sechs Arten, die als am besten erforscht gelten. Die Ursache hierfür liegt in dem Umstand, dass bei Koloniebrütern statistisch relevante Daten grundsätzlich einfacher und schneller gesammelt werden können und die Brutkolonien der Westmöwen für Menschen zugleich relativ gut erreichbar sind. Besonders in den 1980er Jahren, also zu einem Zeitpunkt, als Möwen verstärkt als Konkurrenz für die Fischerei gesehen wurden, entstanden eine Reihe von Studien, die sich der Westmöwe widmeten. Die Forschungsschwerpunkte lagen dabei auf der ausgiebig von George L. Hunt, Jr. und Molly W. Hunt, Malcolm C. Coulter, Raymond Pierotti und anderen erforschten Brutbiologie sowie auf der Bestandsentwicklung und den Wanderungen der Art, zu denen auch Larry B. Spear eine Reihe von Studien beigesteuert hat. Weiter erleichtert wurde die Erforschung der Westmöwe durch den Umstand, dass ein signifikanter Teil der Gesamtpopulation ganzjährig auf South East Farallon Island lebt, wodurch Langzeitstudien möglich wurden, die erheblich zum heutigen Verständnis der Art beigetragen haben.

### Äußere Systematik
Die Westmöwe wurde lange Zeit einer Gruppe von weißköpfigen Großmöwen zugeordnet, deren komplexe verwandtschaftliche Verhältnisse erst durch genetische Untersuchungen zu Beginn des 21. Jahrhunderts aufgedeckt werden konnten. Im Zuge eines Vergleichs der mitochondrialen DNA von Möwen des argentatus-fuscus-Formenkreises stellten Dorit Liebers, Peter de Knijff und Andreas Helbig im Jahr 2003 fest, dass sich der haploide Genotyp von Westmöwen deutlich von allen anderen Arten der weißköpfigen Großmöwen unterscheidet. Sie folgerten daraus, dass die Westmöwen – ebenso wie ihre nahen Verwandten, die Gelbfußmöwen (Larus livens) – bereits mindestens eine Million Jahre auf dem nordamerikanischen Kontinent lebten, bevor ihn andere weißköpfige Großmöwenarten erreichten. Obwohl sich die Westmöwen in ihren genetischen Anlagen klar von der Beringmöwe (Larus glaucescens) unterscheiden und keine jüngeren gemeinsamen Verwandten aufweisen, sind sie dennoch in der Lage, mit diesen zu hybridisieren.

### Innere Systematik
Es treten zwei Unterarten auf, wobei sich die südlich von Monterey verbreitete Unterart L. o. wymani von der Nominatform vor allem durch ihre dunklere Oberseite und ihre hellere Iris unterscheidet. Im Winter weist L. o. occidentalis zudem schwache dunkle Markierungen am Kopf auf, während der Kopf bei der südlicheren Unterart ganzjährig weiß gefärbt ist. Das Artepitheton „occidentalis“ ist lateinischen Ursprungs und bedeutet „westlich“. „Wymani“ ist dem Ornithologen Luther Everet Wyman (1870–1928) gewidmet.
- L. o. occidentalis Audubon, 1839[24] – Südwesten von British Columbia, Westen der USA bis ins zentrale Kalifornien
- L. o. wymani Dickey & van Rossem, 1925[39] – Zentralkalifornien bis Baja California in Mexiko

Bis zur Reklassifizierung durch die American Ornithologists’ Union im Jahr 1982 wurde die Gelbfußmöwe (Larus livens) als Unterart der Westmöwe geführt. Dies ging auf den amerikanischen Ornithologen Jonathan Dwight zurück, der im Jahr 1919 L. o. livens anhand eines von der im Golf von Kalifornien gelegenen Insel San José stammenden Exemplars von L. o. occidentalis abgrenzte. Im Jahr 1925 fügten Donald Ryder Dickey und Adriaan Joseph van Rossem eine dritte Unterart L. o. wymani hinzu, wobei sie bereits festhielten, dass die als L. o. livens klassifizierten Westmöwen im Golf von Kalifornien gelbe anstatt rosafarbene Beine aufweisen. Durch die Arbeit der Biologin Judith Hand ist seit 1981 klar, dass sich die frühere Unterart L. o. livens nicht allein durch die Farbe ihrer Beine, sondern auch durch ihre Lautäußerungen von den Westmöwen unterscheidet, weshalb sie inzwischen als eigene Art Larus livens geführt wird.

## Bestand und Gefährdung

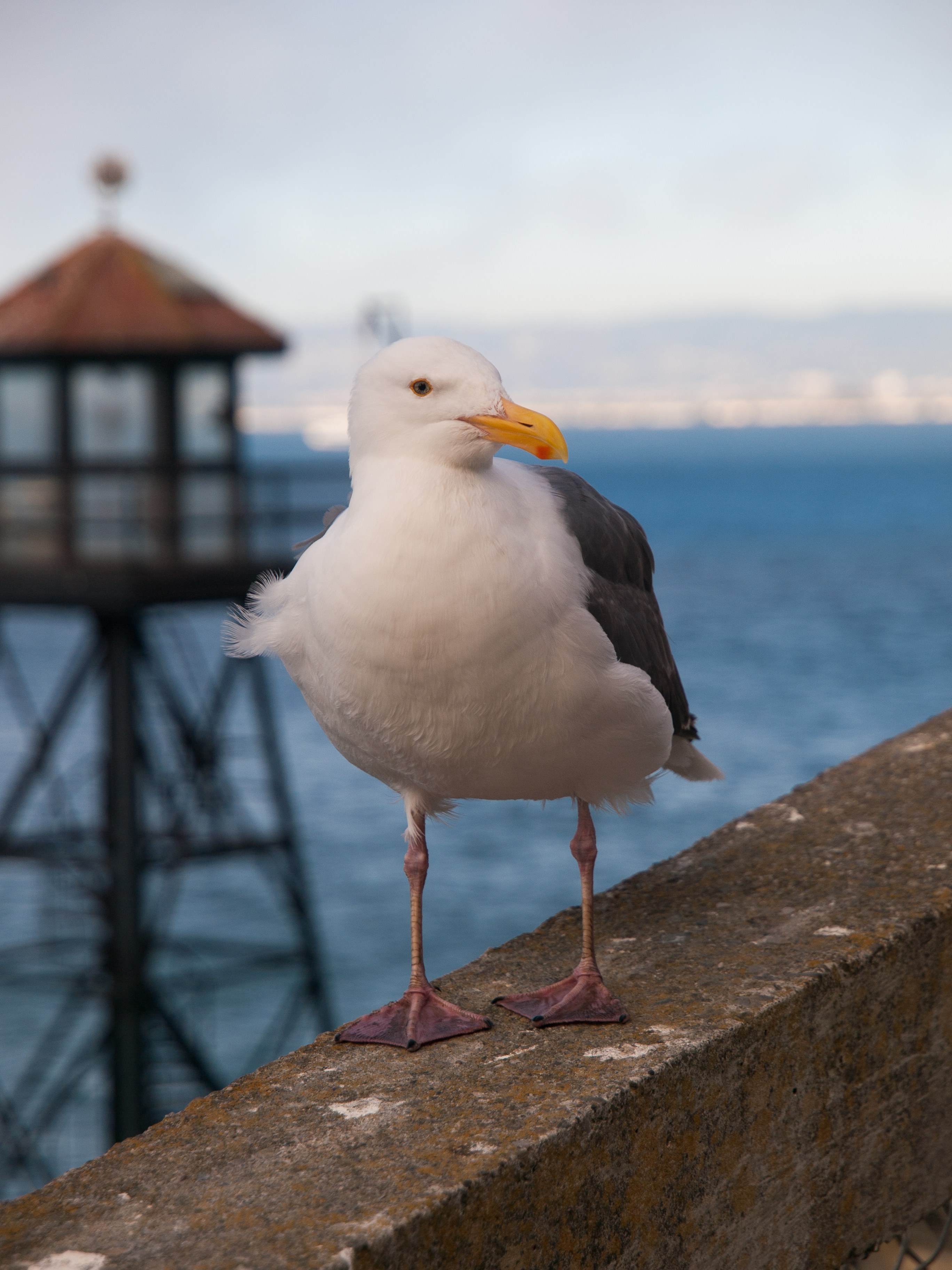
Westmöwe auf der ehemaligen Gefängnisinsel Alcatraz in der Bucht von San Francisco

Im Zuge des Kalifornischen Goldrausches wurde die Population der Westmöwen auf den Farallon-Inseln von Eiersammlern stark dezimiert. Nahrungsmittel in San Francisco waren knapp und Unternehmen wie die Pacific Egg Company konkurrierten mit den Leuchtturmwärtern der Farallon Island Light Station, die ebenfalls Profit aus dem Verkauf von Vogeleiern zu schlagen versuchten. Auch das Personal weiterer kalifornischer Leuchttürme beteiligte sich an der intensiven Jagd auf Seevögel. Raymond Pierotti und Cynthia Annett vermuten, dass die Automatisierung der Station auf Southwest Farallon sowie insbesondere der Leuchttürme von Anacapa Island und Año Nuevo Island in Verbindung mit der Schließung des Bundesgefängnisses auf Alcatraz positiven Einfluss auf die Bestandsentwicklung der Westmöwen im 20. Jahrhundert hatten.
Für den nördlichen Teil des Verbreitungsgebietes liegen Populationszahlen für die Jahre zwischen 1975 und 1980 vor. Speich und Wahl schätzten die Population an der Küste des Bundesstaats Washington auf rund 3.000 bis 4.000 Paare, wobei diese Zahlen aufgrund der Hybridisierung mit Larus glaucescens jedoch mit größter Vorsicht zu nutzen sind. Spendelow und Patton ermittelten rund 5.000 Brutpaare für Oregon sowie rund 2.500 Brutpaare für Kalifornien nördlich von Point Reyes.
Die in Zentralkalifornien zwischen Point Reyes und Point Conception beheimatete Population umfasste in den späten 1970er Jahren rund 17.000 Brutpaare und nahm bis in die 1990er Jahre – vermutlich infolge von ENSO-Phänomenen – auf rund 14.000 Paare ab. Die im Süden Kaliforniens – also südlich von Point Conception – beheimatete Population vergrößerte sich im selben Zeitraum von rund 5.500 auf etwa 14.000 Brutpaare.
In der roten Liste der IUCN wird die Westmöwe heute als least concern („nicht gefährdet“) eingestuft. Potentiell bedroht ist die Art durch Wetterphänomene wie El Niño und menschliche Einflüsse wie Ölverschmutzungen und Umweltbelastungen durch Pestizide. Pierotti und Annett weisen zudem darauf hin, dass Einrichtungen wie das Point Reyes Bird Observatory im Point Reyes National Seashore sowie der National Park Service die Westmöwe immer noch als potentiellen Störenfried gegenüber anderen Seevögeln Kaliforniens begreifen und ihren Schutz deshalb als nachrangig betrachten.

## Menschen und Westmöwen

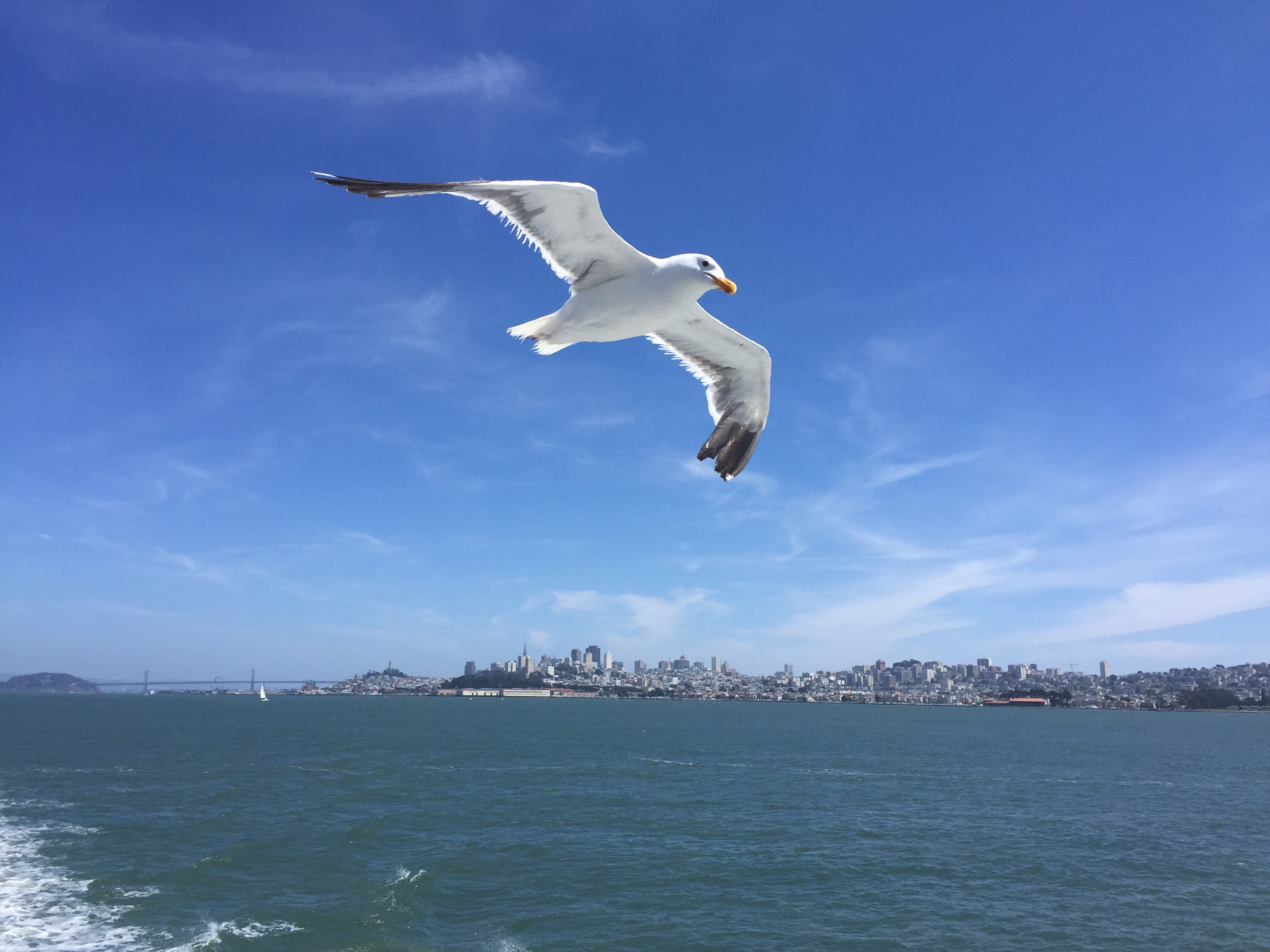
Westmöwe im Flug vor der Skyline von San Francisco

In San Francisco sind Westmöwen unter anderem dafür bekannt, dass sie gegen Ende der Spiele des Baseballteams San Francisco Giants in deren Stadion AT&T Park auftauchen, um dort nach Futter zu suchen. Während der letzten Innings kreisen sie in großen Schwärmen über dem Spielfeld und lassen sich nach dem Ende der Spiele auf den Zuschauertribünen nieder, um Essensreste wie Hotdogs und Pommes frites zu erbeuten. Woher die Tiere wissen, dass ein Spiel seinem Ende entgegengeht, ist bisher ungeklärt. In einem Gespräch mit der Zeitung San Jose Mercury News vermutete der Biologe Russ Bradley im Jahr 2013, dass sich die Westmöwen an den Fans orientieren könnten, die schon während der letzten Innings das Stadion verlassen. Möglich sei auch eine Erkennung der Melodie des Liedes Take Me Out to the Ball Game, das traditionell während des Seventh-inning stretch erklingt. Im Jahr 2011 sorgte das Auftauchen eines Rotschwanzbussards (Buteo jamaicensis) im AT&T Park für eine kurzfristige Lösung des Problems. Nachdem dieser vom Stadionpersonal „Bruce Lee“ getaufte Greifvogel jedoch verschwand, kehrten die Westmöwen in den AT&T Park zurück.